# 莫尔斯豪森
莫尔斯豪森是德国莱茵兰-普法尔茨州的一个市镇。总面积7.56平方公里，总人口351人，其中男性190人，女性161人（2011年12月31日），人口密度46人/平方公里。